# Fondation Ellen MacArthur
La Fondation Ellen MacArthur est une association caritative britannique créée le 23 juin 2009 qui vise à inspirer une génération à repenser, re-conceptualiser et construire un avenir positif à travers le cadre d'une économie circulaire. La Fondation contribue à propager au maximum les principes de l'économie circulaire à travers la diffusion de vidéos, d'articles, de contenus graphiques, d'animations, etc.
L'idée d'une économie circulaire a permis de synthétiser un certain nombre de travaux existants, en particulier l'analyse et la communication de son potentiel économique.
La fondation s'est notamment donnée comme mission l'éducation et travaille à rassembler l'ensemble des acteurs afin de leur donner un cadre cohérent de l'économie circulaire, permettant ainsi une large diffusion et exposition médiatique du concept d'économie circulaire et de son intérêt.

## Historique
La fondation Ellen MacArthur a été créée le 23 juin 2009 par la navigatrice Ellen MacArthur. Son lancement public au Musée national des sciences de Londres n'a eu lieu que le 2 septembre 2010, il aura fallu plus d'un an à Ellen MacArthur pour convaincre ses partenaires et faire naître son projet.
La fondation a été lancée avec le soutien d'un groupe de partenaires fondateurs : B&Q, BT, Cisco, National Grid et Renault. Elle s'est inspirée des expériences de voile d'Ellen MacArthur qui a investi 500 000 £ de son propre argent dans le projet. De plus, un montant de 6 000 000 £ a également été offert par les cinq partenaires fondateurs[réf. souhaitée].
Ellen MacArthur justifie la création de la fondation par son expérience de la mer où dit-elle : « En mer, tout est compté ; à terre aussi, les ressources sont finies ».

## Principes
Le concept défendu par la fondation sur l'économie circulaire s'appuie sur le livre coécrit par Walter Stahel et Geneviève Reday The Potential for Substituting Manpower for Energy, paru en 1976. Les principes sont les suivants : une conception régénérative, l'économie de la performance, le craddle to craddle, l'écologie industrielle, le biomimétisme, et l'économie bleue[réf. souhaitée].

## Vers l'économie circulaire
En janvier 2012, un rapport a été publié sur l'économie circulaire : raisonnement économique et d'affaires pour une transition accélérée. Le rapport, commandé par la Fondation Ellen MacArthur et développé par McKinsey & Company, a été le premier de son genre à envisager la possibilité économique et commerciale pour la transition vers un modèle circulaire réparateur.
En utilisant des études de cas et les analyses macro-économiques de l'économie, le rapport détaille le potentiel de retombées importantes à travers l'Union européenne[source insuffisante]. Il fait valoir qu'un sous-ensemble du secteur manufacturier de l'Union européenne pourrait réaliser des économies de coûts de matériaux nets d'une valeur de plus de 630 milliards de dollars par an à l'horizon de 2025, stimulant ainsi l'activité économique dans les domaines du développement de produits, la nouvelle fabrication et la rénovation.